# Bomilkar (Politiker)
Bomilkar, punisch Bodmelqart (Bdmlqrt, „In der Hand von Melqart“), war ein karthagischer Politiker und Feldherr im 4. Jahrhundert v. Chr.
Bomilkar wurde im Jahre 310 v. Chr. nach der Landung des Karthago feindlich gesinnten syrakusischen Tyrannen Agathokles von Syrakus in Nordafrika von den karthagischen Bürgern zum Feldherrn gewählt. Seine Familie war mit der seines Mitfeldherrn Hanno seit langem verfeindet. Die Wahl der beiden Rivalen wurde wohl getroffen, damit sie sich gegenseitig kontrollierten. Mit ausschließlich in Karthago selbst rekrutierten 40.000 Fuß- und 1000 berittenen Truppen führte man eine Schlacht gegen Agathokles, wobei Bomilkar den linken Flügel befehligte. Das Heer zog sich jedoch nach Hannos Tod zurück und floh schließlich nach Karthago, da Bomilkar wohl nicht in der Lage war, nach dem Tod seines Mitfeldherrn schnell die nötigen Befehle zu geben. Nach weiteren Kämpfen in den folgenden Jahren erhielt Agathokles 308 v. Chr. Verstärkung durch Ophellas, den ägyptischen Statthalter in Kyrene. In der darauffolgenden kritischen Phase versuchte Bomilkar, mit Unterstützung durch 1.000 ausländische Söldner und 500 Karthager, eine Alleinherrschaft in Karthago zu errichten. Er wurde aber, unter Bruch gegebener Versprechen, entehrend behandelt und getötet.